# Баха-Верапас
Ба́ха-Верапа́с (ісп. Baja Verapaz, [ˈbaxa βeɾaˈpas]) — департамент Гватемали. Адміністративний центр — місто Салама. Межує на півночі з Альта-Верапас, на півдні з департаментом Гватемала, на сході з Ель-Прогресо, на заході з Кіче.

## Муніципалітети
В адміністративному відношенні департамент підрозділяється на 8 муніципалітетів:
- Кубулько
- Санта-Крус-Ель-Чол
- Гранадос
- Пурулія
- Рабіналь
- Салама
- Сан-Мігель-Чиках
- Сан-Херонімо